# 1933-as magyar vívóbajnokság
Az 1933-as magyar vívóbajnokság a huszonkilencedik magyar bajnokság volt. A férfi tőrbajnokságot április 16-án rendezték meg Budapesten, a Műegyetemen, a párbajtőrbajnokságot május 28-án Budapesten, a MAC margitszigeti pályáján, a kardbajnokságot április 30-án Budapesten, a Műegyetemen, a női tőrbajnokságot pedig április 23-án Budapesten, a Műegyetemen.

## Eredmények
| Versenyszám          | Arany                                | Arany | Ezüst                       | Ezüst | Bronz                           | Bronz |
| -------------------- | ------------------------------------ | ----- | --------------------------- | ----- | ------------------------------- | ----- |
| Férfi tőrvívás       | Hátszeghy Ottó Honvéd Tiszti VK      |       | Bay Béla BEAC               |       | Meszlényi Egon Honvéd Tiszti VK |       |
| Férfi párbajtőrvívás | vitéz Somogyi Endre Honvéd Tiszti VK |       | dr. Zöld Ferenc BEAC        |       | Idrányi Ferenc Honvéd Tiszti VK |       |
| Férfi kardvívás      | Zirczy Antal Honvéd Tiszti VK        |       | Kabos Endre Tisza István VC |       | Nagy Ernő MAC                   |       |
| Női tőrvívás         | Bogáthy Erna BEAC                    |       | Elek Ilona BBTE             |       | Dany Margit MAC                 |       |